# Музей природознавства (Відень)
Музей природознавства (нім. Naturhistorisches Museum) — один із найбільших музеїв Австрії, а також один із найважливіших музеїв світу. Відкритий у 1889 році одночасно з розташованим навпроти Музеєм історії мистецтв. Музей природознавства був побудований для розміщення в ньому колекцій природних експонатів Габсбурґів.
Знамениті та унікальні експонати, такі як Вілендорфська Венера і скелет диплодока, а також вимерлі 200 років тому рослини і тварини, як, наприклад, стеллерова корова, представлені в 39 залах.

## Історія
Близько 1750 року імператор Франц I Стефан купив найбільшу на той час колекцію, що нараховувала близько 3000 природних експонатів, серед яких були рідкісні види равликів, коралів, раковин, дорогоцінного каміння і рідкісних мінералів.
З часом колекція стала настільки більшою, що в приміщеннях Хофбургу стало не вистачати місця. В ході заходів по зносу бастіону, що уже не відповідав духу того часу, для побудови Рінґштрассе у 1857 році була запланована також побудова двох великих музеїв. Обидва музеї збудували за кресленнями архітекторів Готфріда Земпера і барона Карла фон Газенауера. Будівництво музею тривало з 1871 по 1889 рік.
У 1978—1996 рр. у музех існувала суперечлива Расова зала.